# Carol Zamfirescu
Pour les articles homonymes, voir Zamfirescu.
Carol Zamfirescu est un mathématicien franco-allemand.

## Biographie
Il enseigne à l'Université de Gand.

## Travaux
- Avec Tudor Zamfirescu il est le créateur du 36-graphe de Zamfirescu, du 48-graphe de Zamfirescu et du 75-graphe de Zamfirescu.
- Son nombre d'Erdős est 3.

## Publications
- avec Boris Schauerte : Small k-pyramids and the complexity of determining k. J. Discrete Algorithms 30: 13-20 (2015)[1]
- On Hypohamiltonian and Almost Hypohamiltonian Graphs. Journal of Graph Theory 79(1): 63-81 (2015)
- (2)-pancyclic graphs. Discrete Applied Mathematics 161(7-8): 1128-1136 (2013)
- Survey of two-dimensional acute triangulations. Discrete Mathematics 313(1): 35-49 (2013)
- avec Lijie Jia, Liping Yuan et Tudor Zamfirescu : Balanced triangulations. Discrete Mathematics 313(20): 2178-2191 (2013)
- avec Mohammadreza Jooyandeh, Brendan D. McKay, Patric R. J. Östergård, Ville Pettersson : Planar Hypohamiltonian Graphs on 40 Vertices. CoRR abs/1302.2698 (2013)
- Hypohamiltonian Graphs and their Crossing Number. Electr. J. Comb. 19(4): P12 (2012)
- An Infinite Family of Planar Non-Hamiltonian Bihomogeneously Traceable Oriented Graphs. Graphs and Combinatorics 26(1): 141-146 (2010)
- avec Tudor Zamfirescu: A planar hypohamiltonian graph with 48 vertices. Journal of Graph Theory 55(4): 338-342 (2007)

- Liste complète sur le site officiel du chercheur